# Haliclona ramosa
Haliclona ramosa är en svampdjursart som först beskrevs av Lendenfeld 1887.  Haliclona ramosa ingår i släktet Haliclona och familjen Chalinidae. Utöver nominatformen finns också underarten H. r. massa.